# جک کینی
جک کینی (انگلیسی: Jack Kinney؛ ‎۲۹ مارس ۱۹۰۹ – ۹ فوریهٔ ۱۹۹۲) پویانما، فیلم‌نامه‌نویس، کارگردان، و تهیه‌کننده اهل ایالات متحده آمریکا بود.
وی همچنین برندهٔ جوایزی همچون جایزه وینزر مک‌کی شده‌است.

## گزیده فیلم‌شناسی

### فیلم کوتاه
- کارگاه بابانوئل (پویانما) (۱۹۳۲)
- پرندگان در بهار (پویانما) (۱۹۳۳)
- در روزهای قدیم (پویانما) (۱۹۳۳)
- کارناوال کلوچه (کارگردان و پویانما) (۱۹۳۵)
- میکی آتش‌نشان (پویانما) (۱۹۳۵)
- راه رفتن خروس (پویانما) (۱۹۳۵)
- دونالد و پلوتو (نویسنده) (۱۹۳۶)
- شکارچیان گوزن (پویانما) (۱۹۳۷)
- خیاط کوچولوی شجاع (نویسنده و کارگردان) (۱۹۳۸)
- هنر دفاع شخصی (کارگردان) (۱۹۴۱)
- چهره پیشوا (کارگردان) (۱۹۴۳)
- چگونه فوتبال بازی کنیم (کارگردان) (۱۹۴۴)

### فیلم بلند
- جشن هالیوود (پویانما) (۱۹۳۴)
- پینوکیو (کارگردان) (۱۹۴۰)
- دامبو (کارگردان) (۱۹۴۱)
- بامبی (پویانما) (۱۹۴۲)
- سلام برادران (کارگردان؛ ۱۹۴۲)
- سه کابالرو (کارگردان) (۱۹۴۴)
- زمان ملودی (کارگردان) (۱۹۴۸)
- پیتر پن (کارگردان) (۱۹۵۳)
- چگونه یک بیکینی وحشی را پر کنیم (پویانما) (۱۹۶۵)
- کتاب جنگل (کارگردان) (۱۹۶۷)